# フジ・カードサービス
株式会社フジ・カードサービスは、スーパーマーケットチェーンであるフジの100％子会社。フジのクレジットカード事業が分割継承され、クレジットカード事業を行っている。

## 沿革
- 2012年 - 「株式会社フジ・カードサービス」設立。
- 2013年 - フジのクレジットカード事業（一部を除く）を分割継承する。
- 2024年11月1日 - クレジットカード事業をイオンカードを運営しているイオン銀行に譲渡[2][3]。

## ポイントカード
- エフカポイントカード
ポイントカード機能の他に電子マネー「エフカマネー」の機能が付属している。

## クレジットカード
- エフカクレジットカードMastertCard
2018年10月1日より発行開始。三井住友カードとの提携カードでポイントカード･電子マネー「エフカマネー」機能が付属している[4]。
イオン銀行との統合、イオンブランドによる新カード発行に伴い2024年8月31日に新規入会受付を終了、2025年3月31日をもってクレジットのサービスを終了する予定。[3]

### 過去に発行されていたカード
いずれも2019年1月31日を以てサービス終了。
- エフカクレジットカード
いわゆるハウスカード。ポイントカード機能と電子マネー「エフカマネー」機能が付属していた。
- エフカJCBカード
2013年3月1日より発行開始。JCBとの提携カードでポイントカード･電子マネー「エフカマネー」機能が付属していた[5]。
- エフカVISAカード
2013年3月1日より発行開始。三井住友カードとの提携カードでポイントカード･電子マネー「エフカマネー」機能が付属していた。クラシックカードとゴールドカードの2種類のタイプがあった[6]。